# Cậu bé kỳ quặc lớp 6B
Cậu bé kỳ quặc lớp 6B (tiếng Nga: Чудак из шестого "Б") là một tập truyện hài hước dành cho trẻ em của nhà văn Vladimir Zheleznikov.

## Nội dung
Truyện kể về những trò đùa quậy phá của cậu học sinh lớp 5B Boris Zbanduto - tên thân mặt là Boria.

### Nhân vật
- Boris Zbanduto (học sinh lớp Năm)
- Nina Morozova (học sinh lớp Một)
- Bà Nina
- Mẹ Boria
- Anatoly Sergeyevich
- Olga Andreyevna (hàng xóm nhà Boria)
- Natasha (Đoàn viên Thanh niên trường Trung học số 70)
- Toshka (bạn Boria)
- Sasha Ryabov
- Gena Kostikov
- Maria Nikolayevna (giáo viên Thanh nhạc)
- Thầy giáo phụ trách môn Toán

## Chuyển thể
- Cậu bé kỳ quặc lớp 5B (phim, 1972)